# Efekt útesu
Efekt útesu nebo efekt cihlové zdi je v telekomunikacích metafora pro reakci digitálních systémů na kolísání síly signálu nebo odstupu od rušivých signálů, který se projevuje náhlou ztrátou příjmu digitálního signálu. Na rozdíl od analogových signálů, které se při slábnoucím signálu nebo zvyšujícím se elektromagnetickém rušení nebo vícecestném příjmu zhoršují postupně, digitální signál poskytuje data, která jsou na přijímacím konci buď dokonalá, nebo neexistují. Jeho pojmenování pochází z grafu závislosti kvality příjmu na kvalitě signálu, kde digitální signál „spadne z útesu“ místo toho, aby se zhoršoval postupně. Toto je příklad EXIT grafu .
Tento jev je patrný především ve vysílání, kde se síla signálu může lišit, spíše než v nahraných médiích, která obecně mají dobrý signál. Může to však být vidět i na výrazně poškozeném médiu, které je na hranici čitelnosti.